# تي في آر جرانتورا
تي في آر جرانتورا  (بالإنجليزية: TVR Grantura)‏ هي سيارة من تصنيع شركة تي في آر.